# Umag Classic
L'Umag Classic (nommée Trofej Umag-Umag Trophy jusqu'en 2024) est une course cycliste croate, qui a lieu chaque année à Umag, en Istrie, quatre jours avant la Poreč Classic. Créée en 2013, elle fait partie de l'UCI Europe Tour depuis 2013, en catégorie 1.2. Il est organisé par le BK Meridiana-Kamen, club cycliste de Pazin.

## Palmarès
| Année | Vainqueur              | Deuxième        | Troisième         |
| ----- | ---------------------- | --------------- | ----------------- |
| 2013  | Aljaž Hočevar          | Oscar Landa     | Gernot Auer       |
| 2014  | Matej Mugerli          | Matija Kvasina  | Davide Mucelli    |
| 2015  | Marko Kump             | Maksym Averin   | Sergey Nikolaev   |
| 2016  | Jonas Bokeloh          | Mamyr Stash     | Filippo Fortin    |
| 2017  | Rok Korošec            | Filippo Fortin  | Alex Frame        |
| 2018  | Krister Hagen          | Tom Baylis      | Dušan Rajović     |
| 2019  | Alois Kaňkovský        | Andrea Guardini | Olav Hjemsæter    |
| 2020  | Olav Kooij             | Marko Kump      | Niklas Märkl      |
| 2021  | Jakub Mareczko         | Filippo Fortin  | Tomáš Bárta       |
| 2022  | Daniel Auer            | Tomáš Bárta     | Dušan Rajović     |
| 2023  | Adam Ťoupalík          | Jan Christen    | Darren van Bekkum |
| 2024  | Matthew Brennan        | Noa Isidore     | Jakub Mareczko    |
| 2025  | Matthias Schwarzbacher | Filippo Fortin  | Tobiasz Pawlak    |